# Magdalon Monsen
Johannes Magdalon Monsen (Bergen, 19 april 1910 – aldaar, 4 september 1953) was een Noors voetballer die gedurende zijn carrière als aanvaller speelde voor SK Hardy. Hij overleed op 43-jarige leeftijd in zijn geboorteplaats Bergen.

## Interlandcarrière
Magdalon Monsen won met het Noors voetbalelftal de bronzen medaille op de Olympische Zomerspelen 1936 in Berlijn, Duitsland. Hij speelde mee in de troostfinale, die de ploeg onder leiding van bondscoach Asbjørn Halvorsen met 3-2 won van Polen dankzij drie treffers van aanvaller Arne Brustad. In totaal speelde Monsen vijf interlands voor zijn vaderland in de periode 1935-1939.
| Logo van de Olympische Spelen | Goud | Zilver | Brons | Logo van de Olympische Spelen |
|                               | 0    | 0      | 1     |                               |